# جوان روت
جوان روت (بالإنجليزية: Joan Root)‏ هي مصورة سينمائية كينية، ولدت في 25 مارس 1936 في نيروبي في كينيا، وتوفيت في 13 يناير 2006 في Nakuru County ‏ في كينيا.

## وصلات خارجية
- جوان روت على موقع IMDb (الإنجليزية)
- جوان روت على موقع كينوبويسك (الروسية)